# Виконт Коудрэй
Виконт Коудрэй (англ. Viscount Cowdray) из Коудрэя в графстве Западный Суссекс — наследственный титул в системе Пэрства Соединённого королевства. Он был создан 2 января 1917 года для британского промышленника Уитмана Пирсона, 1-го барона Коудрэя (1856—1927), главы конгломерата «Pearson PLC». Он получил титулы баронета из Паддокхерста в приходе Уорт в графстве Суссекс и Эрли Гарденс в приходе Сент-Мэри-Эбботс в Кенсингтоне в Лондонском графстве (26 июня 1894 года) и барона Коудрэя из Мидхерста в графстве Суссекс (16 июля 1910). Его сын, Уитман Гарольд Миллер Пирсон, 2-й виконт Коудрэй (1882—1933), был либеральным депутатом Палаты общин Великобритании от Ай (1906—1918). Его сын, Уитман Джон Черчилль Пирсон, 3-й виконт Коудрэй (1910—1995), после участия во Второй мировой войне, где он потерял руку, был председателем семейной фирмы Pearson Plc (1954—1977).
По состоянию на 2025 год носителем титула являлся сын последнего, Майкл Орландо Уитман Пирсон, 4-й виконт Коудрэй (род. 1944), который сменил своего отца в 1995 году.
Семейная резиденция — Коудрэй-хаус в окрестностях Мидхерста в графства Суссекс. В 2011 году 4-й виконт Коудрэй выставил свой дом на продажу.

## Виконты Коудрэй (1917)
- 1917—1927: Уитман Дикинсон Пирсон, 1-й виконт Коудрэй (15 июля 1856 — 1 мая 1927), сын Джорджа Пирсона (ум. 1899) и Сары Уитман Дикинсон (ум. 1911);
- 1927—1933: Уитман Гарольд Миллер Пирсон, 2-й виконт Коудрэй (18 апреля 1882 — 5 октября 1933), старший сын предыдущего;
- 1933—1995: Подполковник Уитман Джон Черчилль Пирсон, 3-й виконт Коудрэй (27 февраля 1910 — 19 января 1995), единственный сын предыдущего;
- 1995 — настоящее время: Майкл Орландо Уитман Пирсон, 4-й виконт Коудрэй (род. 17 июня 1944), единственный сын предыдущего от первого брака;
  - Наследник: достопочтенный Перегрин Джон Дикинсон Пирсон (род. 27 октября 1994), старший сын предыдущего от второго брака.